# سنتو (تگزاس)
سنتو، تگزاس(به انگلیسی: Santo, Texas) شهری در ایالت تگزاس از ایالات جنوبی ایالات متحده آمریکا است. در سرشماری سال ۲۰۰۰، جمعیت این شهر ۳۱۵ نفر اعلام شد.